# Bostra (wandelende takken)
Bostra is een geslacht van wandelende takken (Phasmatodea) uit de familie Diapheromeridae. De wetenschappelijke naam van dit geslacht werd in 1875 gepubliceerd door Carl Stål. De naam is een junior homoniem van Bostra Walker, 1863 en dus niet geldig als naam voor dit geslacht. In 1901 publiceerde Samuel Hubbard Scudder een alfabetische index van de Noord-Amerikaanse Orthoptera. In die index komt de naam die Stål gaf voor als Bostria, maar zonder er expliciet bij te vermelden dat het een nomen novum betrof, en zonder de typesoort. Door een enkeling wordt de naam Bostria opgevat als een vervangende naam voor de ongeldige naam Bostra, maar die opvatting heeft nog niet veel navolging gekregen; het "nomen novum" kan immers ook gewoon een spelfout betreffen.

## Soorten
- Bostra arcuata Redtenbacher, 1908
- Bostra bifida Redtenbacher, 1908
- Bostra championi Redtenbacher, 1908
- Bostra deplanata Redtenbacher, 1908
- Bostra exigua (Scudder, 1875)
- Bostra incompta Rehn, 1904
- Bostra innocens (Brunner von Wattenwyl, 1907)
- Bostra jaliscensis Rehn, 1904
- Bostra lobata Redtenbacher, 1908
- Bostra magistralis Redtenbacher, 1908
- Bostra magnifica Redtenbacher, 1908
- Bostra margaritata Redtenbacher, 1908
- Bostra mirata Redtenbacher, 1908
- Bostra nuptialis Redtenbacher, 1908
- Bostra obtusecornuta Redtenbacher, 1908
- Bostra procoppi Redtenbacher, 1908
- Bostra pruinosa Redtenbacher, 1908
- Bostra reductedentata Redtenbacher, 1908
- Bostra remiformis Rehn, 1904
- Bostra saussurei Redtenbacher, 1908
- Bostra scabrinota Redtenbacher, 1908
- Bostra similis Redtenbacher, 1908
- Bostra submutica Redtenbacher, 1908
- Bostra tabida Redtenbacher, 1908
- Bostra tobagoensis Langlois & Bellanger, 2012
- Bostra tridenticulata Redtenbacher, 1908
- Bostra turgida (Westwood, 1859)
- Bostra vacca Redtenbacher, 1908